# Gerterode
Gerterode är en ortsteil i kommunen Niederorschel i Landkreis Eichsfeld i förbundslandet Thüringen i Tyskland. Gerterode var en kommun fram till 1 januari 2019 när den uppgick i Niederorschel. Kommunen Gerterode hade 350 invånare 2018.